# Найда Сергій Федорович
Сергій Федорович Найда (8 жовтня 1903, село Троїцьке, Манжеліївська волость, Полтавська губернія — 27 лютого 1983, Москва, РРФСР) — радянський і російський військовий історик, доктор історичних наук (1948), професор. Генерал-майор берегової служби (21.07.1944, 1952 року переатестований в генерал-майори).

## Біографія
Учасник Громадянської та німецько-радянської війн. Член ВКП(б) із 1926 року. У 1928 році завершив навчання у Кременчуцькому педагогічному інституті. У 1930–1933 роках проходив навчання в Інституті червоної професури. У серпні 1933 року за рішенням ЦК ВКП(б) багато аспірантів Інституту Червоної професури було мобілізовано до Збройних Сил СРСР. У тому числі був і Сергій Найда. Він був направлений викладачем до Ленінградського вищого військово-морського інженерного училища ім. Ф. Е. Дзержинського. Крім викладацької роботи, Найда в ці роки плідно вивчав історію російської армії та флоту і опублікував низку цікавих досліджень з цієї проблематики. Працюючи у ЛВВМІУ, пройшов шлях від старшого викладача до завідувача кафедри соціально-економічних дисциплін. В 1938 році Найду призначили на посаду начальника наркомата Військово-морського флоту СРСР. 21 липня 1944 року отримав військове звання генерал-майор берегової служби.
В 1943 році захистив кандидатську дисертацію на тему революційних рухів на російському флоті в 1905–1907 роки. Докторську дисертацію захистив у 1949 році на тематику революційних рухів у російському флоті, професор з 1951 року. З 1949 року — начальник сектора Інституту марксизму-ленінізму. З 1958 року став завідувачем кафедри Історії СРСР радянського періоду історичного факультету Московського державного університету (пропрацював там 23 роки). Отримав звання «Заслужений діяч науки РРФСР» у 1974 році.
Головними науковими інтересами були історія Громадянської війни у 1918–1922 роках, військово-морського флоту СРСР, військового мистецтва. До 1974 року був автором 116 наукових праць.

## Редакторська діяльність
У 1938–1946 роках був головним редактором Військово-морського видавництва. У 1947–1949 роках був головним редактором щомісячного журналу «Морська збірка». У 1949—1958 роках працював на посаді керівника секретаріату Головної редакції історії Громадянської війни в СРСР (яку потім було переоформлено в Сектор історії громадянської війни Інституту марксизму-ленінізму при ЦК КПРС). З 1956 активно включився в кампанію з «подолання пережитків культу особистості Сталіна у висвітленні подій громадянської війни в СРСР». Проаналізував та опублікував масу раніше суворо засекречених документів. Наприкінці 1958 року, у зв'язку із завершенням основної роботи з історіографічного переосмислення громадянської війни, С. Ф. Найда перейшов на роботу завідувачем кафедри історії СРСР радянського періоду історичного факультету МДУ ім. М. Ломоносова. Був також головним редактором журналу «Питання історії» у 1958–1960 роках.

## Основні наукові роботи С.Ф.Найди

### Книги
- Найда С. Ф. Адмірал Нахімов. — М.: Госполитиздат, 1945. — 72 с.
- Найда С. Ф. Видатний російський флотоводець — адмірал П. С. Нахімов. — М.: Знання, 1952. — 32 с.
- Найда С. Ф. Про деякі питання історії громадянської війни в СРСР . — М.: Воєніздат, 1958. — 243 с.
- Найда С. Ф. Революційний рух у царському флоті. 1825—1917. — М.-Л. : Вид-во АН СРСР, 1948. — 607 с.
- Найда С. Ф. Революционное движение в Черноморском флоте в годы первой русской революции (1905—1907 гг.). — Симферополь : Крымиздат, 1950.
- Знайди С. Ф. Синопська перемога російського флоту: стенограма публічної лекції, прочитаної в Центральному лекторії Товариства у Москві. — М.: Правда, 1949. — 31 с.
- Найда С. Ф. Тріумфальна хода Радянської влади. — М., 1957.
- Найда С. Ф., Наумов В. П. Советская историография гражданской войны и иностранной военной интервенции в СССР. — М. : Изд-во Моск. ун-та, 1966.

### Статті
- Найда С. Ф. Про початок та основні етапи інтервенції та громадянської війни в СРСР // Вісник Московського державного університету. — 1966. — № 2. — С. 20-43.
- Найда С. Ф. Спроба реставрації дворянсько-буржуазних поглядів у роботах з військово-морської історії // Питання історії. — 1950. — № 1.
- Найда С. Ф., Мутовкін Н. С. Важлива віха в історії КПРС // Питання історії. — 1959. — № 4.
- Найда З. Ф., Петров Ю. П. Комуністична партія — організатор перемоги на Східному фронті в 1918 // Питання історії. — 1956. — № 10.
- Найда С. Ф., Рибаков М. В. Роль А. М. Горького в організації видання «Історії громадянської війни в СРСР» // Питання історії. — 1958. — № 8.
- Частина особливого призначення (1917—1925) // Військово-історичний журнал. — 1969. — № 4.
- Найда С. Ф. Про звільнення Червоною Армією Криму у квітні 1919 року. // Військово-історичний журнал. — 1974. — № 2.
- Найда С. Ф., Чузавков Л. М. Історіографія проблеми поставок США та Великобританії Радянському Союзу в період Великої Вітчизняної війни // Вісник Московського державного університету. — 1975. — № 3. — С. 17-31.